# 카밀 피옹트코프스키
카밀 피옹트코프스키 (Kamil Piątkowski, 2000년 6월 21일 ~ )는 폴란드의 축구 선수이며, 현재 스페인 라리가의 그라나다에서 수비수로 뛰고 있다.